# دانييل توريبيو
دانييل توريبيو (بالإسبانية: Daniel Toribio Gutiérrez) (5 أكتوبر 1988 بغيرونا في إسبانيا - ) هو لاعب كرة قدم إسباني في مركز الوسط. لعب مع بونفيرادينا وديبورتيفو ألافيس وريال مورسيا ونادي ألكوركون ونادي برشلونة ب ونادي فياريال ونادي مالقا ونادي فياريال ب ونادي تيراسا ‏ وAtlético Malagueño ‏.

## وصلات خارجية
- دانييل توريبيو على موقع قاعدة بيانات كرة القدم.إي يو (الإنجليزية)
- دانييل توريبيو على موقع Soccerbase.com (لاعب) (الإنجليزية)
- دانييل توريبيو على موقع Soccerway.com (الإنجليزية)
- دانييل توريبيو على موقع عالم كرة القدم.نت (الإنجليزية)
- دانييل توريبيو على موقع AS.com (الإسبانية)